# مقتل ليزلي ماهافي
ليزلي إيرين ماهافي (5 يوليو 1976 - 16 يونيو 1991) هي ضحية كندية تم قتلها بواسطة بول برناردو وكارلا هومولكا. في وقت وفاتها، كانت مقيمة في بيرلينجتون، أونتاريو، وطالبة في الصف التاسع في مدرسة روبنسون الثانوية. كان اختطاف مهافي واحداً من سلسلة اختفاءات طالبات المدارس في أونتاريو في أوائل التسعينات، بما في ذلك كريستين فرينش، وهي أيضاً ضحية بيرناردو وهومولكا. قبل قتل مهافي في عام 1991 وفرينش في عام 1992، وقد اغتصب وقتل كلاهما شقيقة هومولكا المراهقة «تامي» في عام 1990. وقد تمت تغطية حالات الاختفاء والاعتقال والإدانة على نطاق واسع في وسائل الإعلام الكندية، لتصبح واحدة من أكثر الجرائم سيئة السمعة في التاريخ الكندي.

## العائلة
ولدت ليزلي ايرين ماهافي في 5 يوليو 1976. وولد شقيقها ريان بعدها بعدة سنوات. كان والدها متخصصًا في علم المحيطات يعمل لدى مؤسسة مصايد الأسماك والمحيطات الفيدرالية الكندية، وكان أحيانًا يقوم بمهمات بعيدة عن المنزل لأسابيع في كل مرة. أما والدتها فكانت معلمة.
على الرغم من أنها كانت قريبة من عائلتها، فعندما بلغت الرابعة عشرة من عمرها، بدأت مهافي في التمرد والهروب من المنزل. ومع ذلك، فقد كانت تتصل دائمًا بالبيت أثناء غيابها. غابت عن جنازة صديق في اليوم التالي (حيث قامت أمها بحبسها خارج المنزل)، وأفادت وسائل الإعلام في ذلك الوقت أنها تم اختطافها من قبل برناردو وهومولكا في ساحة صغيرة في برلنغتون حيث كانت تستخدم الهاتف العام. أصبحت والدتها قلقة للغاية واتصلت بالشرطة. وعندما فشلت مهافي في الاتصال هاتفيًا بأسرتها يوم ذكرى ميلادها بعد حوالي أسبوعين، كانت عائلتها على يقين من أنها لم تتصل بهم لأنها لم تستطع ذلك وليس لم تريد.
وفي وقت لاحق، أصبحت والدتها ديبي تكافح من أجل اقناع القاضي وإنفاذ حكمه حول محاكمات قتلة ماهافي، حيث كانت أشرطة الفيديو التي سجلوها لجرائمهم بمثابة دليل ضدهم.
تم دفن بقايا ماهافي تحت قبر الأسرة في حدائق بيرلنجتون التذكارية بكندا. أما في مدرستها فقد وضع في الحديقة شكل قلب مع لوحة في شرف ليزلي في مدرسة روبنسون الثانوية، وتم عمل مقعد تذكاري بالقرب من قبر عائلتها.

## الخطف
في وقت اختطافها ثم قتلها في منتصف يونيو 1991، قبل بضعة أسابيع من عيد ميلادها الخامس عشر، كانت ليزلي ماهافي طالبة في الصف التاسع في مدرسة روبنسون الثانوية في بيرلينجتون. ومثل العديد من المراهقين في ذلك العمر، وكان لديها جهاز تقويم على أسنانها.
وفي مساء يوم 14 يونيو / حزيران 1991، ذهبت ماهافي إلى منزل لحضور جنازة وتأبين صديقها كريس إيفانز، وهو صبي توفي في حادث سيارة في وقت سابق من ذلك الأسبوع.
بعد الاستيقاظ، اجتمعت مجموعة كبيرة من المراهقين في الغابة للشرب واللعب مع بعضهم البعض. ومع اقتراب المساء، سار معها صديقان إلى منزلها قبل الساعة 2:00 صباحا بقليل، حيث مكثا معها بالخارج وعندما أرادا أن يذهبا وجدا الباب الجانبي مقفلاً. أخبرتهم بأن الباب الأمامي بالتأكيد سيكون مفتوحاً فتستطيع الدخول لبيتها. وبعد أن تركوها، وجدت الباب الأمامي مقفلاً أيضًا.
أخذت تبحث عن هاتف لإجراء مكالمة في ماكس ميلك واتصلت بمنزل صديقة تستأذنها لتنام عندها ولكنها رفضت بعد محادثة طويلة انتهت بعد الثانية والنصف صباحاً، ففكرت ماهافي في العودة إلى المنزل وإيقاظ أمها لتدخل إلى المنزل.
عندما تغيبت مهافي عن المنزل في يوم جنازة صديقها كريس إيفانز والمراهقات الثلاثة الذين قتلوا معه، اتصلت والدتها بالشرطة. في 18 يونيو / حزيران، قدمت ديبي ماهافي بلاغا رسميا للبحث عن ابنتها باعتبارها هاربة من المنزل.
في النهاية اعترف بول بيرناردو بأنه كان في منطقة محكمة كيلر - حيث يقع منزل ماهافي - لسرقة لوحات الترخيص. فرأى ليزلي وحدها. ويدعي أنه أخبرها أنه كان يقتحم المنزل المجاور ثم قدم لها سيجارة. وعندما كانت قريبة بما يكفي من السيارة، قال إنه لف قميصه بسرعة حول رأسها، وأجبرها على ركوب السيارة، وأخذها إلى المنزل الذي كان يعيش فيه مع هومولكا. وقالت كارلا هومولكا نفس القصة، ولكنها تدعي أنه بمجرد أن دخلت ماهافي إلى السيارة لإحضار السيجارة، قام بسحب سكين على الفتاة لإذعانها. واتفق كلاهما على أن هومولكا لم تكن موجودة أثناء عملية الخطف.

## القتل
بعد 24 ساعة من الاغتصاب وسوء المعاملة من قبل كلا القاتلين، قُتلت ماهافي في 15 يونيو 1991. وفقا لاعتراف هومولوكا، فقد تم خنقها من قبل بيرناردو بواسطة سلك كهربائي للمرة الثانية عندما فشلت أول محاولة وفقدت الوعي لبضع دقائق. تمكّنت هومولكا – وهي طبيبة بيطرية - من الحصول على أدوية مهدّئة استُخدمت لإخضاع «ماهافي»، وهي التقنية نفسها التي استخدمها كلاهما في اغتصاب شقيقة هومولكا قبل ستة أشهر؛ وهي استخدام العقاقير لقتل واغتصاب الفتاة البالغة من العمر 15 عاما.
وذكر برناردو أنه خرج يبحث عن مكان لرمي ليزلي فيه فأخذ يجهز سيارة لنقلها. وقد ادعى أنه لا يعرف حتى أنها كانت ميتة إلى أن وضع الغاز في السيارة، حاول التقاطها وحملها بعيداً. قال إنه هو وهومولكا أصيبا بالذعر، وأنه حاول إعطاءها التنفس الاصطناعي. وقد اتفق القاتلان على أنهما أعطياها دمية دب لتحملها أثناء فترات الراحة بين الاعتداءات.
في 16 يونيو 1991، نقل بيرناردو وهومولكا جسد ماهافى من غرفة نوم في الطابق العلوي إلى الطابق السفلي. ثم قاموا بإلهاء عائلة هومولكا - بدون أخت هومولكا تامي التي قتلوها في 24 ديسمبر 1990 - في الطابق الرئيسي من المنزل، مع بذل هومولكا جهدا خاصا لمنع والدتها من النزول إلى الطابق السفلي. وعندما غادرت العائلة، استخدم برناردو وهومولكا منشار جده الدائري لتقطيع جسد «ماهافي» إلى قطع صغيرة بما يكفي لرفعها وتغطيتها بالخرسانة. في وقت لاحق، في اعتراف لخالتها وقبل الاعتراف للشرطة، زعمت هومولكا أن برناردو فعل ذلك أثناء عملها يوم الاثنين. وتؤكد قصة برناردو أنها لم تساعده على تقطيع الجسد وحمله.
تم العثور على جثة ماهافي مقطعة إلى أجزاء ومغطاة بالخرسانة في 29 يونيو 1991 في بحيرة جيبسون بالقرب من سانت كاثرينز بأونتاريو. وزن الكتلة الخرسانية التي تحتوي على الجذع أكثر من 200 رطل. وأكد تقويم الأسنان وسجلات الأسنان هويتها.
اعتقد المحققون على الفور أنها تعرضت للاغتصاب والتعذيب. وقد تأكد ذلك عندما تم اكتشاف أشرطة فيديو في منزل برناردو وهومولكا. وتظهر الأشرطة أنها احتُجزت رهينة لمدة 24 ساعة تقريباً وتعرضت للاعتداء والاغتصاب بشكل متكرر. بعد رفض استئناف برناردو النهائي أمام المحكمة العليا، تم تدمير جميع الأشرطة من قبل حكومة أونتاريو.

### تصريحات برناردو لعام 2005
قبل عدة أيام من إطلاق هومولكا من السجن في عام 2005، قابلت الشرطة برناردو ومحاميه، توني براينت. تمت مقابلة براينت بعد ذلك من قبل وسائل الإعلام، وعرض أفكار برناردو حول الإفراج.
وفقا لبراينت، ادعى برناردو أنه كان ينوي دائمًا إطلاق سراح البنات الذين اختطفهم هو وهومولكا. وزعم برناردو أن هومولكا كانت قلقة من أن ربطة عين ليزلي ماهافي قد سقطت، وأنها ستتمكن من التعرف عليها. علاوة على ذلك، اعترف برناردو أن خطة هومولكا كانت قتل مهافي عن طريق حقنة هواء في مجرى الدم، مما يؤدي في نهاية المطاف إلى الوفاة.
1. 1 2  Neugebauer، Tomasz (2012-11). "Report on the 16th International Conference on Electronic Publishing: Social Shaping of Digital Publishing". D-Lib Magazine. ج. 18 ع. 11/12. DOI:10.1045/november2012-neugebauer. ISSN:1082-9873. مؤرشف من الأصل في 2019-12-13. {{استشهاد بدورية محكمة}}: تحقق من التاريخ في: |تاريخ= (مساعدة)صيانة الاستشهاد: دوي مجاني غير معلم (link)
2. 1 2 3 4 5 6 7 8 9 10 11  "The Seven Deadly Sins". Thought. ج. 28 ع. 2: 320–320. 1953. DOI:10.5840/thought195328270. ISSN:0040-6457. مؤرشف من الأصل في 2019-12-13.
3. 1 2 3 4 5 6 7 8 9 10 11  Deadly Innocence at pp. 5-6, 20-27, 317-320, 520-524.
4. ↑  "Palliative care not given enough attention, say US authors". PharmacoEconomics & Outcomes News. ج. 471 ع. 1: 2–2. 2005-02. DOI:10.2165/00151234-200504710-00002. ISSN:1173-5503. مؤرشف من الأصل في 12 مارس 2020. {{استشهاد بدورية محكمة}}: تحقق من التاريخ في: |تاريخ= (مساعدة)